# Agulla arnaudi
Agulla arnaudi är en halssländeart som först beskrevs av U. Aspöck 1973.  Agulla arnaudi ingår i släktet Agulla och familjen ormhalssländor. Inga underarter finns listade i Catalogue of Life.